# 营田堡门楼
营田堡门楼又名早觉北门楼，位于山西省临汾市洪洞县广胜寺镇早觉村，建于明嘉靖二十四年，占地0.2亩，高三层、17米，底层设通道。1985年公布为第二批洪洞县文物保护单位。2012年11月重修。